# Conservatorio Elemental de Música Isaac Albéniz
El Conservatorio Elemental de Música Isaac Albéniz es un conservatorio ubicado en la avenida José Solís Ruiz, número 15, en la ciudad de Cabra, España. Se encuentra ubicado en la que fue la casa natal del escritor Juan Valera, declarada Bien de Interés Cultural el 26 de mayo de 1981.

## Historia

### Casa natal de Juan Valera
El escritor Juan Valera nació el 18 de octubre de 1824 en esta casa que fue construida unos años antes por la familia Valera, quien mantuvo la propiedad de la mansión hasta 1919, cuando Manuel Freuller y Sánchez de Quirós, VI marqués de la Paniega, tío de Juan Valera, decidió venderla a Alejandro Padillo Espinosa. El 18 de octubre de 1924, al cumplirse el centenario del fallecimiento del autor, se colocó un azulejo en la fachada para conmemorar este hecho e indicar el lugar de nacimiento. El 26 de mayo de 1981 fue declarado Bien de Interés Cultural en la categoría de Monumento. Durante la alcaldía de Juan Muñoz Muñoz, alrededor de 1987, la Caja Provincial de Ahorros de Córdoba compró la vivienda por 12 millones de pesetas que, más tarde, fue cedida al Ayuntamiento de Cabra.

### Conservatorio
El conservatorio nació como una extensión del Conservatorio de Córdoba, inaugurando sus clases el 1 de diciembre de 1981 con tan solo tres profesores. No obstante, en 1988 consiguió convertirse en Conservatorio Elemental de Música independiente y unos años más tarde se decidió que su sede podría ubicarse en la antigua casa natal de Juan Valera, municipal, pero aún abandonada.
Por lo tanto, en diciembre de 1996 la Escuela Taller de Cabra, dirigida por Juan José Reyes, comenzó una gran restauración del edificio para la instauración del conservatorio, en la que participaron más de cincuenta alumnos del Instituto Nacional de Empleo menores de 24 años. Además, se procuró que un espacio del nuevo centro educativo tuviera un pequeño museo dedicado al poeta que había nacido en esas estancias. Las obras finalizaron en diciembre de 1998, con un presupuesto de 120 millones de pesetas provenientes del INEM, el Ayuntamiento de Cabra y el Fondo Social Europeo. Se decidió dedicar el conservatorio a la figura del gerundense Isaac Albéniz debido a la gran amistad que lo unió con Juan Valera; de hecho, realizaron juntos la ópera de Pepita Jiménez, adaptación del clásico del autor.

## Fachada
La fachada está compuesta por tres niveles, siendo el central el más majestuoso con la portada y el balcón, presidido por el escudo del II marqués de la Paniega, Miguel Alcalá-Galiano y Venegas, bisabuelo de Juan Valera. La portada, aunque alberga un estilo barroco, se acerca ya al neoclasicismo reinante en la época. El acceso principal está flanqueado por dos columnas de orden corintio.

## Oferta educativa
El centro educativo alberga once profesores que imparten las siguientes especiales musicales: clarinete, guitarra, piano, saxofón, viola, violín y violonchelo.